# Açude do Monte da Barca
El Açude do Monte da Barca fue declarado paisaje local protegido en 1980, por el Decreto Ley n.º 197/80, de 24 de junio, por las características del paisaje, y la combinación de su suelo arenoso con la vegetación de abeto manso, bravo y dehesa de encina.